# Vianania aymara
Vianania aymara là một loài bướm đêm thuộc phân họ Arctiinae, họ Erebidae.